# I seraillets have
I seraillets have (vertaling: In de tuin van een serail) is een lied gecomponeerd door Johan Halvorsen rond 1892. Hij gebruikte de tekst van Jens Peter Jacobsen. Halvorsen schreef het voor zangstem en piano. Het werd voor het eerst uitgevoerd in Oslo op 29 januari 1893. In de jaren daarop werd het nog een paar keer gezongen, maar belandde het in de la.
Het gedicht werd ook door andere componisten gebruikt: 
- Frederick Delius in Zeven Deense liederen (vertaald naar Engels)
- Carl Nielsen in Vijf gedichten opus 4 nr. 2
- Christian Sinding in Vijf liederen opus 17 nr. 4
- Wilhelm Stenhammar
- Emil Sjögren in opus 22 nr. 1 (vertaald naar Zweeds)
- Louis Glass in Vier gedichten van J.P. Jacobsen voor zangstem en piano, opus 16 nr. 2 (vertaald naar Duits)
- Ture Rangström voor koor.